# Fila indiana

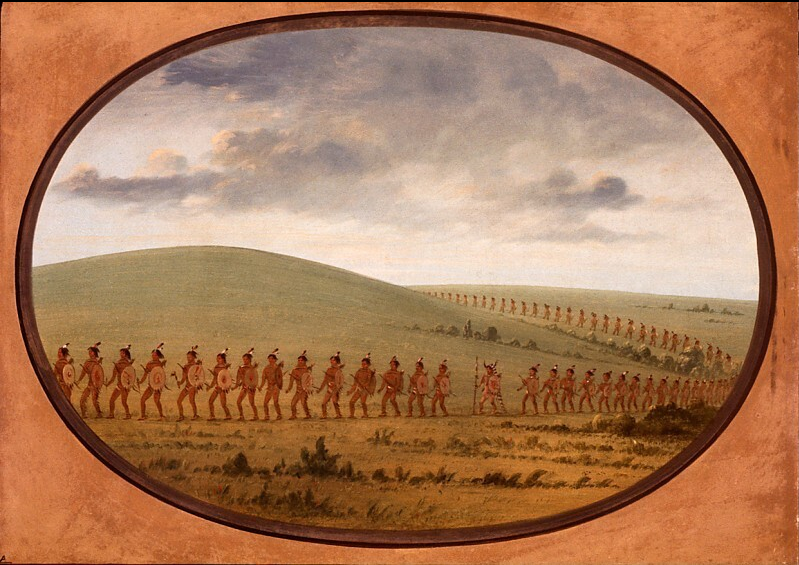
Fila indiana di iowa, dipinto di George Catlin, anni 1860

La fila indiana è il procedere o il disporsi di persone uno di seguito all'altra in fila unica.

## Origine del termine
Il termine è stato adoperato dai colonizzatori europei d'America (allora credute "le Indie") che avevano notato come molti guerrieri di tribù di nativi procedessero in tale modo, ognuno ricalcando le orme di colui che lo precedeva, in maniera da confondere il nemico e far credere, qualora le orme fossero state scoperte, che l'avversario fosse parecchio inferiore dal punto di vista numerico.
L'espressione risale almeno al XVIII secolo. In Europa si è diffusa attraverso il francese (file indienne), affermandosi in italiano nel Novecento.